# Битка код Догер Бенка (1915)
Битка код Догер Бенка (енгл. Dogger Bank) у Северном мору, се одиграла 24. јануара 1915. године између британске и немачке флоте.

## Припреме

### Немачки планови
После дугих и пажљивих припрема немачка флота је крајем јануара 1915. године преузела једну већу акцију с циљем да уништи многобројне британске лаке извиђачке јединице које су у великом броју биле расуте по целом Северном мору и да уништи флотиле британских рибарских бродова које су рибариле у близини њене базе на острву Хелголанду, за које су основано претпостављали да врше извиђања. У основи, ова замисао је била веома слична британском продору у Хелголандски залив 28. августа 1914. године, и у њој је такође требало да главни носиоци буду лаке јединице док је требало да бојни крсташи осигуравају надмоћ и подршку.
У овој операцији учествовале су на немачкој страни 4 лаке крстарице, 19 разарача, 3 бојна крсташа и 1 оклопни крсташ. Немачки Адмиралитет је претпостављао да је британска флота у својим базама ради попуне залиха, јер је током последњих дана била виђена у крстарењу по Северном мору, а како се након дужих олуја и време коначно поправило одлучено је да се исплови.
Сматрајући да је обезбеђена тајност операције, Немци нису припремили подршку главнине снага. Међутим, успешним праћењем и дешифровањем немачког радио-саобраћаја, Британци су открили немачке намере и благовремено упутили ка Догер Бенку комплетну Домовинску флоту.

### Пробој немачке шифре
Тек након рата Немци су сазнали да су Британци практично неометано пратили њихов поморски радио-саобраћај. То су успели на следећи начин. 26. августа 1914. године немачка лака крстарица „Магдебург“ се насукала и почела да тоне у Финском заливу, близу острва Оденсхолм. Ескортни разарач "V-26" и лака крстарица „Амазон“ су покушали да је ослободе али им није успело. Њен командант, капетан коревете Рихард Хабенихт је тада разарачу и крстарици наредио да почну да евакуишу посаду са брода, како би он уништио брод јер су руске поморске снаге биле опажене у непосредној близини. Таква ситуација изазива конфузију код Немаца а она само бива појачана кад Магдебурга опажају две руске крстарице и отварају ватру на њега. Немачки разарач и лака крстарица бивају присиљени да се повуку, а Руси успевају да заробе капетана Хабенихта и 56 чланова посаде. У олупини „Магдебурга“ Руси проналазе немачку књигу шифара и сигнала и детаљно квадриране карте Северног мора, Балтичког мора и Хелголандског залива које посада није успела да уништи.
6. септембра 1914. године руски морнарички аташе је посетио британски Адмиралитет и известио га да је руски адмиралитет, захваљујући тим подацима, успео да дешифрује одломке немачких поморских радио-инструкција. Руски Адмиралитет је сматрао да тај материјал треба доставити највећој поморској сили Антанте. Британци одмах шаљу веома брз брод у Архангелск да би тако важне документе допремио крајем октобра у Уједињено Краљевство.
Документи су били делимично оштећени од морске воде, али је одмах била организована посебна служба за праћење немачких радио-комуникација. Из приложених карата Британци су могли да се до детаља упознају са комплетном немачком одбраном у Хелголандском заливу. Током рата, Немци су мењали шифре, али британске станице за прислушкивање су се, временом, толико усавршиле да су могле да утврде позицију правца пловидбе свих немачких јединица, уколико би оне имале радио-станицу. Британцима је то, постепено, постао рутински рад.

### Немачке заблуде
На основу својих примљених извештаја, немачки Адмиралитет је сматрао да се британски бојни крсташи налазе у Скапа Флоу на Оркнијским острвима, на северу Шкотске, а главнина у Ферт ов Форту који је такође био знатно удаљен од предвиђеног немачког опертивног правца, тако да се намеравана операција могла извести без нарочите опасности ако би се за њу употребиле најбрже јединице. Према истом мишљењу, није било потребно ради подршке да исплови комплетна главнина немачке флоте, сматрајући да би то било чак и штетно, јер би пре времена привукло британску пажњу и отежало изненадни препад лаких снага.

### Немачки покрет
Контраадмирал Франц фон Хипер коме је било поверено вођење ове операције добио је наређење за операцију 23. јануара 1915. године у пре подневним часовима. Све одређене јединице су се до послеподнева окупиле на сидришту Јаде, у естуару реке Елбе на Северно море. Око 18:00 часова, када је контраадмиралу фон Хиперу било јављено да су миноловци претражили и очистили оперативни правац и да је излаз из Хелголандског залива слободан, немачка ескадра је испловила.
Око 21:00 часова је немачка ескадра прошла кроз заштитно минско поље код острва Хелголанд и запловила ка западу у правцу Догер Бенка. Немачке подморнице које су на раним задацима биле распоређене по Северном мору, су преко радија биле обавештене о предузетој акцији контраадмирала фон Хипера, чиме су Немци британској прислушној служби само потврдили своје намере.
Немачка ескадра је пловила брзином од 13 чворова. Бојни крсташи и оклопни крсташ, пловили су у тзв. "формацији бразде" на челу на челу које се налазио заставни брод контраадмирала фон Хипера, бојни крсташ „Зајдлиц“,, а за њим „Молтке“, „Дерфлингер“ и на крају оклопни крсташ „Блихер“.
Испред ове дивизије бојних крсташа пловиле су лаке крстарице „Грауденц“ и „Штралсунд“ на удаљености од око 6 km као претходница, док су бочну заштиту осигуравале лаке крстарице „Рошток“ и „Колберг“. Свакој од ове четири лаке крстарице била је додељена по једна полуфлотила од пет разарача.
| Јединица                   | Тежина (у тонама) | Брзина (у чворовима) | Наоружање           | Оклоп (мм) |  |
| Бојни крсташ „Зајдлиц"     | 25000             | 28                   | 10x280 12x150 12x88 | 280        |  |
| Бојни крсташ „Молтке“      | 23000             | 28                   | 10x280 12x150 12x88 | 280        |  |
| Бојни крсташ „Дерфлингер“  | 26600             | 28                   | 8x305 12x150 12x88  | 300        |  |
| Оклопни крсташ „Блихер“    | 15800             | 25                   | 12x210 8x150 16x88  | 180        |  |
| Лака крстарица „Граундец“  | 4900              | 29                   | 12x150              |            |  |
| Лака крстарица „Штралсунд“ | 4550              | 28                   | 12x150              |            |  |
| Лака крстарица „Рошток“    | 4900              | 29                   | 12x150              |            |  |
| Лака крстарица „Колберг“   | 4350              | 26                   | 12x150              |            |  |
| -------------------------- | ----------------- | -------------------- | ------------------- | ---------- |  |

Море је било мирно, ветар је благо дувао и немачка ескадра је тихо пловила кроз ноћ. Сва светла су била замрачена изузев мале пригушене светиљке на крми, која је осветљавала воду бразде и омогућавала оријентацију следећем броду у поретку. Употреба радио-уређаја је била строго забрањена, а најнужнији сигнали међу бродовима су размењивани пригушеним светлима помоћу Морзеових знакова.
С обзиром да су Немци очекивали врло муњевиту акцију следећег јутра, ради спречавања забуне и лаког распознавања свим јединицама које су учествовале у овој операцији је крмени димњак био обојен црвеном бојом.

### Британска заседа
Британски Адмиралитет је, међутим, био обавештен о намерама контраадмирала фон Хипера још пре но што је немачка ескадра и испловила. На темељу извештаја своје обавештајне службе примљених 22. јануара британски Адмиралитет је неколико сати пре испловљавања немачке флоте дао потребна наређења свим базама од севера Шкотске до Ламанша. Док је немачка ескадра пловила прикривено, са свим мерама опрезности кроз ноћ, ка Догер Бенку, из британских база испловљавале су бројне веома снажне ескадре које су се упућивале у разним правцима, да према једном опсежном плану обухвате немачку ескадру.
Адмирал фон Хипер није ни слутио о покретима британских снага и био је уверен да ће успети да оствари потпуно изненађење. У том тренутку Британци су већ у покрету имали 19 бојних бродова, 5 бојних крсташа, 7 старих бојних бродова, 3 лаке крстарице и око 20 разарача.

## Битка

### Сукоб претходница
Дана 24. јануара, у свитање, немачке лаке крстарице из претходнице су наишле на групу британских лаких снага. Ескадра британских бојних крсташа под командом контраадмирала сер Дејвида Битија, налазила се нешто северозападније од тог места, и баш кад је сер Бити давао наређења да се заплови ка североистоку ради тражења немачких бродова, у 08:17 часова, примећени су били топовски хици са југоистока и добијен радио-извештај лаке крстарице „Аурора“ (енгл. HMS Aurora): „Налазим се у борби са немачком ескадром“.
Контраадмирал Бити је одмах променио правац, али још није био у могућности да добије јасну слику свеукупног положаја. тек пола сата касније је на темељу података добијених од лаких крстарица „Ауроре“, „Аретузе“ (енгл. HMS Arethusa), и „Саутхемптон“ (енгл. HMS Southampton) могао да закључи распоред и правац вожње немачке ескадре.
План контраадмирала Битија је био да одсече повратак немачке ескадре и да јестави између себе и велике флоте од 19 бојних бродова, која је према плану долазила са северозапада. Уколико те не би успео, хтео је да сам прихвати борбу са немачком ескадром наметнувши јој за себе повољан положај у заветрини, који даје знатну предност. То је био такав положај, код ког се гледајући ка противнику истовремено гледа и против ветра који одмах односи на супротну страну дим из димњака и топова и на тај начин увек даје могућност јасног видика, а то значи сигурног осматрања и добре употребе оптичких справа. Истовремено то ставља противника у неповољан положај, јер се он налази у заветрини, због чега му ветар носи дим ка противнику и заклања поглед, што смета тачности и брзини гађања.

### Немачка главнина узмиче
Сазнавши да су лаке крстарице из претходнице снага дошле у додир а потом и отвориле ватру на Британце, контраадмирал фон Хипер им је са главнином снага похитао у помоћ.
Британске снаге су имале за циљ да ухвате немачку ескадру, те су према томе и биле спремне да је сретну, за немачке снаге овај сусрет је био потпуно изненађење. Контраадмирал фон Хипер је од својих лаких крстарица из претходнице, „Колберг“ и „Штралсунд“, које су оствариле визуелни контакт са 4 крстарице, а тешке снаге назирале на самој ивици хоризонта, као и по веома интензивном радио-саобраћају закључио да се у близини налазе веома јаке британске снаге - двоструко јаче по снази - те је у 08:35 часова окренуо ка југоистоку, према Хелголандском заливу, најпре брзином од 21 а касније 23 чвора. У ствари, британска ескадра бојних бродова била је још прилично далеко од подручја сусрета.
Када се немачка ескадра окренула у правцу својих база, на крају формације се опет налазио оклопни крсташ „Блихер“. Он је према томе био најближи Британцима и могао је имати најтачнији преглед о њима. Упркос томе он је после 09:00 часова могао само да јави: "По крми на видику 7 противничких крстарица и до сада је опажено 26 разарача. Облаци дима даљих јединица примећују се у позадини". Нешто касније дозвољено му је да по сопственом нахођењу отвори ватру и он је са неколико плотуна из својих топова од 210 mm отерао британске лаке крстарице и разараче.
Присутност многобројних лаких и средњих јединица британске флоте дало је повода контраадмиралу фон Хиперу да закључи да треба у близини да очекује и вишеструко надмоћније тешке јединице. То га је присилило да одмах донесе одлуку о брзом повлачењу да не би био одсечен од својих база, јер му је било познато да немачка флота није испловила и да не може очекивати никакву подршку.

### Британска флота у гоњењу
Постепено, са подизањем јутарње магле и појављивањем Сунца, време је постајало све повољније, ветар је почео благо да дува, а Северно море је било прилично мирно за то доба године. Видљивост је била веома повољна. Британска ескадра је већ после 09:00 часова повећала брзину са 24 на 29 чворова, тако да су поједине јединице возиле брже од своје конструктивне брзине.
Британску ескадру која је прогонила фон Хипера сачињавали су бојни крсташи: „Лајон“ (енгл. HMS "Lion"), „Тајгер“ (енг. HMS "Tiger"), „Прицес Ројал“ (енг. HMS "Princess Royal"), „Њу Зиланд“ (енг. HMS "New Zealand") и „Индомитибл“ (енг. HMS "Indomitable") и лаке крстарице: „Еритјуз“ (енг. HMS "Arethusa"), „Саутхемптон“ (енг. HMS "Southampton"), „Бирмингем“ (енг. HMS "Birmingham"), „Нотингем“ (енг. HMS "Nottingham"), „Лаустофт“ (енг. HMS "Lowestoft") и „Андаунтит“ (енгл. HMS "Undaunted").
| Јединица                     | Тежина (у тонама) | Брзина (у чворовима) | Наоружање           | Оклоп (мм) |  |
| Бојни крсташ „Лајон"         | 26350             | 30                   | 8x343 12x150 16x102 | 229        |  |
| Бојни крсташ „Тајгер“        | 30000             | 30                   | 8x343 12x150        | 229        |  |
| Бојни крсташ „Принцес Ројал“ | 26350             | 28                   | 8x343 16x102        | 229        |  |
| Бојни крсташ „Њу Зиланд“     | 17250             | 27                   | 8x305 16x102        | 178        |  |
| Бојни крсташ „Индомитибл“    | 18800             | 26                   | 8x305 16x102        | 178        |  |
| Лака крстарица „Еритјуз“     | 3500              | 30                   | 2x150 8x102         |            |  |
| Лака крстарица „Саутхемптон“ | 5400              | 26                   | 8x150               |            |  |
| Лака крстарица „Бирмингем“   | 5440              | 25                   | 9x150               |            |  |
| Лака крстарица „Нотингем“    | 5440              | 25                   | 9x150               |            |  |
| Лака крстарица „Лаустофт“    | 5440              | 25                   | 9x150               |            |  |
| Лака крстарица „Андаунтит“   | 3500              | 30                   | 2x150 8x102         |            |  |
| ---------------------------- | ----------------- | -------------------- | ------------------- | ---------- |  |

Британска ескадра је била више но два пута јача од немачке. Повећаном брзином британски бојни крсташи су се све више приближавали фон Хиперу, јер немачка ескадра није могла да користи пуну брзину својих бродова зато што је оклопни крсташ „Блихер“ могао да развије само 25 чворова чиме је задржавао комплетан састав.
Овде се немачком Адмиралитету осветило то што је занемарио захтев науке о ратној вештини, да флотни састав мора бити хомоген, што је веома важно у погледу брзине. То је био утолико већи пропуст што је читава операција била замишљена као препад и што је брзина читаве ескадре увођењем „Блихера“ била смањена са 28 на 25 чворова. Ово је била веома озбиљна грешка, јер није било спроведено никакво осигурање операцијског правца ове акције и читава сигурност ескадре се ослањала само на брзину, која је требало да омогући избегавање сусрета са надмоћнијим непријатељем.
Оваква грешка је тим више нелогична, ако се зна да су се Немци увек истицали пажљивом припремом сваке операције. и сама операција код Догер Бенка је била веома пажљиво припремљена и то у свим појединостима. То је апсолутан доказ како се одмах свети организовање нехомогеног састава.

### Борбени додир
Због вожње највећом могућом брзином, британски састав се развукао, али се зато размак међу противницима све више смањивао. Од 09:15 часова обе ескадре су пловиле приближно паралелним курсевима. Приближавајући се Немцима, челни брод британске ескадре и истовремено заставни брод контраадмирала Битија, бојни крсташ „Лајон“ у 09:52 часова отвара ватру на растојању од 20.000 метара. Обе ескадре су располагале са по 40 тешких топова, само што је укупна тежина немачког плотуна, због мањег калибра била само 10.144 килограма, док је тежина британског плотуна била 20.320 килограма.
У 10:05 часова контраадмирал Бити даје сигнал да све јединице отворе ватру, а први пребачај успевају да постигну тек у 10:12 часова. Услед ограничене елевације својих топова Немци су одговорили касније. У 10:09 часова контраадмирал фон Хипер наређује својим бродовима да отворе ватру, а у 10:11 часова бојни крсташ „Дерфлингер“ отвара ватру на растојању од 19.000 метара, док су остале јединице морале да причекају јер је највећи домет њихових топова био 18.500 метара, те су ватру могли да отворе тек око 10:20 часова. Битка се водила у паралелним курсевима, на средњој даљини која се кретала између 14500 и 16500 метара. Већ око 10:35 - 10:40 часова даљина је пала на 16.500 метара што је било довољно за тачније гађање немачких бродова. Убрзо су обе стране успеле да постигну поготке.
Британски бродови усресредили су ватру на последњи брод у немачкој формацији - оклопни крсташ Блихер. Адмирал фон Хипер је дао сигнал: "Расподела ватре слева", што је значило да сваки брод отвара ватру на ону противничку јединицу која је у британском саставу гледано слева имала исти положај као и он. Оба контраадмирала су, дакле, узела различиту тактику борбе. Концентрација ватре са више јединица на један брод отежава осматрање и коректуру ватре, олакшава несметан рад осталих противничких бродова, али брже доводи до уништења оне јединице на коју је ватра усмерена.
Да би омогућили употребу топова и спречили међусобно ометање бродова сопственог састава обе ескадре су од почетка сукоба заузеле степенасту формацију или тзв, строј смера, који личи на косу формацију фронта. Огромни облаци дима су отежавали осматрање и тачност гађања. Тек око 10:30 часова Британци успевају да постигну први погодак на оклопни крсташ „Блихер“.

### Бојни крсташи Лав и Тигар избачени из строја
Немачка ватра није била тако успешна и преко једног часа није био постигнут ни један погодак. Тек кад су немачки бродови усмерили ватру на челни брод енглеске ескадре, бојни крсташ „Лајон“, почела је да се осећа делотвоност њихове ватре. Након 30 минута „Лајон“ је био погођен са 6 пројектила великог калибра и после поготка који је добио у леву машину био је приморан да напусти формацију, управо у тренутку када је, на основу нетачног извештаја о појави немачких подморница, контраадмирал Бити био наредио окрет ка североистоку у циљу избегавања подморница.
Контраадмирал Бити, који је био на бојном крсташу „Лајон“, прекрцао се на један од разарача, а привремену команду над британском ескадром је поверио свом заменику, контраадмиралу Арчибалду Муру (енгл. Archibald Moor), на бојном крсташу „Њу Зиланд“.
У међувремену, немачки бродови нису добили ни један погодак, осим „Блихера“ који је све више бивао под уништавајућом ватром и око 11:30 часова је био тако тешко оштећен да је почео да заостаје. на британској страни бојни крсташ „Тајгер“ је добио низ тешких погодака и у великом пламену је обуставио ватру.

### Потапање оклопног крсташа Блихер
Не разабравши добро заставне сигнале са „Лајона“, које ја издао контраадмирал Бити пре но сто је напустио свој заставни брод, односно не схвативши Битијеву намеру да одлучно ангажује немачке бродове на зачељу, а бојни крсташ „Индомитибл“ да дотуче оклопни крсташ „Блихер“, Мур је на тај немачки брод усмерио све бојне крсташе и потопио га у 13:13 часова.
Британски бојни крсташи су тада расподелили ватру и на остале немачке бродове, који су почели брзо да примају поготке. У нарочито критичној ситуацији се нашао бојни крсташ „Зајдлиц“ који је добио незгодан погодак између крмених топовских кула, услед чега је планула муниција у муниционим дизалицама а пожар се веома брзо пренео на муниционе комре. На комадном мосту бојног крсташа „Молтке“, који је у формацији пловио одамх иза „Зајдлица“, официри су видевши такав погодак и огроман пламен који је сукнуо из брода изјавили: "Погледајте још једном Зајдлиц, зачас га неће више бити!"
Заиста се радило о секундама, јер је сваки трен могла да експлодира комплетна муниција. Али први официр и два морнара су продрли кроз пламен и загушујући дим до вентила које има сваки брод да може у случају потребе да преплави муниционе коморе. С обзиром да је ово било стално увежбавано са осталим вежбама у немачкој морнарици, ова тројца храбрих људи су упркос нестанку струје у том делу брода и густом диму одмах пронашли вентиле. Точкови вентила су били ужарени, тако да им је месо са руку остало на њима, али су вентили ипак били отворени и бојни крсташ је био спасен заједно са 1.100 чланова посаде, од којих, да је дошло до експлозије, вероватно нико не би преживео.
У покушају да спаси „Блихер“, контраадмирал фон Хипер је од 12:00 часова тако маневрисао да би омогућио торпедни јуриш својих разарача, али је убрзо морао да одустане од те намере јер је контраадмирал Мур, у тренутку поласка немачких разарача у напад, окренуо ка североистоку чиме их је довео у веома неповољан положај.

### Прекид ватре
У 12:12 часова фон Хипер наређује повећање брзине и наставак пловидбе ка Хелголандском заливу и у 12:16 часова обуставља ватру.
Поред тога, не знајући да фон Хипер спрема торпедни јуриш разарача, својим разарачима је исто наредио да се спреме на исту акцију. Уместо да настави гоњење немачке ескадре, Мур свим бојним крсташима напада „Блихер“ и потапа га.
Контраадмирал Мур, по сопственом сведочењу, није наставио гоњење немачке ескадре, јер је сматрао да су немачки разарачи приликом поласка у јуриш бацили мине преко његовог оперативног правца, а поред тога удаљеност од Хелголандског залива била је само око 130 km те је претила опасност од напада немачких подморница. Ово последње је било тачно, јер је стварно око 10:00 часова неколико немачких подморница испловило са задатком да постави заседу британским бродовима.
Кад се контраадмирал Бити прекрцао са разарача на бојни крсташ „Прицес Ројал“, стигавши после дуже вожње и кад је поново преузео команду над британском ескадром, већ је било касно да поново поведе прогон фон Хипера. Зато је прикупио све британске јединице и вратио се у своје базе, сјединвши се са бојним бродовима главнине британске флоте.

## Закључак
Тактички успех је био на страни Британаца, али су Немци из битке успели да извуку корисније поуке. Тешка оштећења „Зајдлица“ упозорила су их на недостатке у оклопној заштити кула тешке артиљерије и система изолације муниционих комора. С тим у вези извршили су нужне преградње на својим бродовима, док су Британци то одбили да ураде, што ће се веома негативно одразити у бици код Јиланда.
Поред тога, контраадмирал фон Хипер се у бици код Догер Бенка нашао пред тешком одлуком приликом сусрета са надмоћном британском флотом. Због судбоносног увођења застарелог Блихера у његов састав, он је морао да одлучи да ли ће штитећи „Блихер“ изложити због мале брзине комплетну ескадру поразу, или ће оставити „Блихер“ својој судбини и спасити све остале своје вредније бојне крсташе користећи њихову пуну брзину. Контраадмирал Хипер је прво покушао да спаси „Блихер“, али кад му то није успело, он је исправно одлучио и изабравши мање зло жртвовао је једну, и то најлошију јединицу, а сачувао је све остале јединице своје ескадре.
Иако су неки немачки извештаји истицали да је бар један британски бојни крсташ био потпољен, ипак је било јасно да битка код Догер Бенка била озбиљан неуспех. Кајзер Вилхелм II је наредио да се убудуће не сме ризиковти спашавање бродова.
Главнокомандујући флоте Великог мора, адмирал Фридрих фон Ингенол (1857—1933) је смењен са положаја 2. фебруара 1915. године. Наследио ге је адмирал Хуго фон Пол - (1855—1916. г.).